# Парагвајски гварани
Парагвајски гварани (шп. guaraní paraguayo), је националана валута Парагваја.
Симбол за гварани је ₲, међународна ознака PYG, а шифра валуте 600. 1 гварани се састоји из 100 центима. 	
У употреби је од 5. октобра 1943, када је замијенио песо. У раздобљу од 1960. до 1982. течај је био везан за амерички долар у односу 126 PYG за 1 USD. Данас се због инфлације не користе подјединице, нити се издају кованице центима. Кованице у употреби су од 50, 100, 500 и 1.000 гваранија, а новчанице од 1.000, 5.000, 10.000, 20.000, 50.000 и 100.000 гваранија. Издаје их Централна банка Парагваја.